# Acme Corporation
Acme Corporation, spesso anche nella grafia ACME, è un'azienda immaginaria dell'universo dei Looney Tunes e di altri film e serie animate.
Nel 2011, la rivista Forbes ha classificato ACME come la seconda più grande società fittizia.

## Origine del nome
Il nome Acme deriva dal greco antico ἀκμή?, akmḗ, "culmine", che può essere tradotto anche come "eccellenza". Tuttavia i prodotti dell'azienda Acme hanno la tendenza a non funzionare o funzionare male.
Acme era il nome adottato da molte aziende statunitensi nei primi anni 1920. Il nome era una scelta popolare per le aziende, dato che - poiché all'epoca si erano appena diffusi gli elenchi telefonici in ordine alfabetico - esso sarebbe apparso sempre nelle prime pagine. Inoltre, la sua etimologia richiamava un'idea di eccellenza.
In seguito alla popolarità dell'azienda ACME nei cartoni animati della serie Looney Tunes si è diffuso l'ecquivoco che si tratti di un acronimo che starebbe per A Company Making Everything (lett. "un'azienda che produce qualsiasi cosa") oppure per American Companies Manufacture Everything (lett. "aziende statunitensi che producono qualsiasi cosa").

## Looney Tunes
La ACME compare in quasi tutti i cartoni animati e film della serie Looney Tunes, ma le più celebri riguardano sicuramente gli episodi che coinvolgono Willy il Coyote e Beep Beep, dove Willy utilizza spesso nuovi congegni prodotti dalla ACME per aiutarlo a catturare il Road Runner che, pur dovendo in teoria produrre risultati strabilianti, nella pratica si rivelano sempre veri e propri fallimenti.
I marchingegni creati hanno le funzioni più varie: missili, veicoli, armi ed esplosivi, enormi elastici, magneti e molle per saltare. La ACME vendeva anche macchinari di vario genere, costumi da cactus, libri su come creare trappole o ipnotizzare, aquiloni giganti o costumi per volare, pillole per aumentare la velocità o la forza. In Looney Tunes: Back in Action (2003), l'antagonista è il direttore della ACME, dipinto come un stereotipato genio del male che mira al dominio del mondo. Basato su un omonimo articolo dallo stesso soggetto, il film Coyote vs. Acme (2026) narra le vicende di Willy che fa causa alla ditta per i suoi continui fallimenti.
L'animatore della Warner Bros., Chuck Jones, così descrive il motivo per cui Acme veniva utilizzato nei cartoni animati dell'epoca:
(Chuck Jones: Memories of Childhood)

## Altre apparizioni
- La Walt Disney ha fatto riferimento ad ACME in varie occasioni, nelle quali è l'azienda produttrice di svariati utensili utilizzati da Paperino nella serie a lui dedicata.[7]
- Anche in molti cartoni animati della serie Mignolo e Prof., ACME è l'azienda che fornisce i materiali utilizzati dai protagonisti.
- L'azienda viene citata nel film spaghetti-western del 1966, diretto da Sergio Leone, Il buono, il brutto, il cattivo, dove ACME è il fornitore di pistole e munizioni dell'armeria.[8]
- Acme compare anche nell'introduzione del film dei Monty Python del 1983, diretto da Terry Jones, Il senso della vita, dove figura come una società di ristrutturazione.
- La Acme è al centro della trama del film del 1988, diretto da Robert Zemeckis, Chi ha incastrato Roger Rabbit, che ruota appunto attorno all'omicidio del proprietario della Acme, Marvin Acme, e in cui il climax ha luogo presso la sua fabbrica Acme dove viene fatto uso di svariati congegni strampalati.